# Майданик Роман Андрійович
Майданик Роман Андрійович (нар. 23 лютого 1965) — український правник, академік Академії правових наук України, доктор юридичних наук, завідувач кафедри цивільного права юридичного факультету Київський національний університет імені Тараса Шевченка з 2007 року і по теперішній час.

## Діяльність
Арбітр Міжнародного комерційного арбітражного суду при Торговельно-промисловій палаті з 2016 року і по теперішній час.
Адвокат з 1995 року і по теперішній час.

## Відзнаки
Нагороджений почесною відзнакою «Відмінник освіти» (Наказ Міністерства освіти і науки України (2008 рік) та Премією імені Тараса Шевченка Київського національного університету імені Тараса Шевченка (2004 рік).
Член Науково-консультативної ради при Верховному Суді.

## Науковий здобуток
Автор понад 200 наукових праць у сфері приватного права, серед яких: 
- «Траст: собственность и управление капиталами: монография» (1995),
- «Проблеми довірчих відносин в цивільному праві: монографія» (2002),
- «Житлове законодавство України: стан та шляхи удосконалення» (у співавт., 2006),
- «Аномалії в цивільному праві України: навчально-практичний посібник» (у співавт., 2006, 2010),
- «Цивільне право: підручник» (у співавт., 2006, 2010),
- «Договірне право України: навчальний посібник (Загальна та Особлива частини» (у співавт., 2008, 2009),
- «Цивільне право. Практикум: навчальний посібник» (у співавт., 2008, 2009),
- «Науково-практичний коментар Цивільного кодексу України» (електронна версія) (у співавт., 2008),
- «Правова система України: історія, стан та перспективи: у 5 т. Т.3: Цивільно-правові науки. Приватне право» (у співавт., 2008 (укр.), 2011 (рос.), 2013 (англ.),
- «Договірне право України. Особлива частина: навчальний посібник» (у співавт., 2009),
- «Особливості здійснення суб'єктивних прав учасниками цивільних відносин: монографія» (у співавт., 2011),
- «Особливості захисту суб'єктивних цивільних прав: монографія» (у співавт., 2012),
- «Цивільне право: підручник. Загальна частина» (2012),
- Науково-практичний коментар до Закону України «Про державну реєстрацію речових прав на нерухоме майно та їх обтяжень» (у співавт., 2012),
- «Правова доктрина України: у 5 т. Т.3: Доктрина приватного права» (у співавт., 2013 (укр.), 2017 (англ.),
- «Розвиток приватного права України: монографія» (2016).